# Pirttisaari (ö i Lappland, Rovaniemi, lat 66,58, long 26,62)
Pirttisaari är en ö i Finland. Den ligger i sjön Köyry och i kommunen Rovaniemi i den ekonomiska regionen  Rovaniemi ekonomiska region  och landskapet Lappland, i den norra delen av landet, 700 km norr om huvudstaden Helsingfors. Öns area är 0,8 hektar och dess största längd är 140 meter i öst-västlig riktning.